# Tarso de Corinto
Tarso fue una ciudad importante de Corintia durante el periodo tardobizantino. Estaba situada en el desfiladero del río Olvio, en el oeste de Corintia, probablemente entre las aldeas de Ano y Kato Tarso, y pertenecía al Despotado de Morea.
La ciudad tenía una sede metropolitana y tres iglesias más pequeñas, y su población era de aproximadamente diez mil habitantes. La catedral estaba probablemente dedicada a los Santos Taxiarcas (Arcángeles). El castillo de la ciudad, que más tarde se conoció como el castillo de Sfyrón, se encontraba en una posición fortificada sobre la ciudad, en la roca encima de la iglesia de la Virgen del Roca.
La ciudad alcanzó un gran esplendor a mediados del siglo XV. Sin embargo, en 1458, el sultán Mehmed II la sitió con un gran ejército. Sus defensores, fliasios y albaneses (arvanitas), resistieron con firmeza, y como parecía que el asedio duraría mucho tiempo, ambas partes llegaron a un acuerdo. Los defensores se rindieron bajo la condición de conservar la vida. No obstante, los otomanos no respetaron el acuerdo y entraron en la ciudad causando una gran masacre. Los defensores del castillo fueron arrastrados por los tobillos o los talones fuera de la ciudad, donde la mayoría fueron ejecutados.
La ciudad quedó desierta y fue borrada del mapa. Sus habitantes huyeron en distintas direcciones. El poblado principal de Góra fue fundado entonces por antiguos habitantes de Tarso. Solo unos pocos permanecieron, y fundaron las aldeas de Ano y Kato Tarso sobre las ruinas de la ciudad medieval.